# Zentrale Expositionsdatenbank
Die Zentrale Expositionsdatenbank (ZED) ist eine kostenfreie Datenbank zur zentralen Erfassung gegenüber karzinogenen Stoffen exponierter Beschäftigter. Die ZED wird von der Deutschen Gesetzlichen Unfallversicherung (DGUV) Unternehmen bereitgestellt und vom Institut für Arbeitsschutz der Deutschen Gesetzlichen Unfallversicherung (IFA) betreiben, damit Unternehmen ihre Verpflichtungen nach der Gefahrstoffverordnung erfüllen können.
In der ZED werden Daten über die Exposition von Beschäftigten, die durch Tätigkeiten mit krebserzeugenden oder keimzellmutagenen Stoffen der Kategorien 1A und 
1 B gemäß Verordnung (EG) Nr. 1272/2008 (CLP-Verordnung) gefährdet sind, erfasst.
Die DGUV gewährleistet, dass die Daten in der ZED über 40 Jahre verfügbar bleiben. Die in der ZED gespeicherten Daten sind dauerhaft gesichert – unabhängig davon, ob ein Betrieb noch existiert oder die Beschäftigten die Unterlagen selbst noch verfügbar haben. Dies ist vor allem für die Suche nach arbeitsbedingten Ursachen einer Erkrankung relevant, z. B. wenn eine Berufskrankheit vorliegen könnte.
Unternehmen können ihr Verzeichnis gefährdeter Beschäftigter mithilfe eines Web-Portals der DGUV in der ZED datenschutzgerecht erfassen und verwalten. In einer zusätzlich bereitgestellten Testversion kann man sich einen Eindruck über die Funktionalitäten in der ZED verschaffen, bevor mit der Dokumentation in der Datenbank begonnen wird.
Auch Interessenvertretungen können die Nutzung der ZED initiieren.

## Zugriff und Verwendung der Daten
Die Daten unterliegen dem Sozialgeheimnis. Dritte haben keinen Zugang zu den Daten.
Der Zugriff auf die Daten ist nur möglich für:
- Unternehmen auf die von ihnen erfassten Daten
- Beschäftigte auf die sie persönlich betreffenden Daten. Sie können den Auszug über ihre Expositionshistorie schriftlich bei der ZED anfordern. In einem Anerkennungsverfahren für Berufskrankheiten können sie einer Weitergabe ihrer Daten an die Träger der gesetzlichen Unfallversicherung zustimmen.

Auf Wunsch des Unternehmens können die in der ZED erfassten Daten auch für das Angebot nachgehender arbeitsmedizinischer Vorsorge durch den Organisationsdienst für nachgehende Untersuchungen (ODIN) bei der Berufsgenossenschaft Rohstoffe und chemische Industrie (BG RCI) sowie durch die Gesundheitsvorsorge (GVS) bei der Berufsgenossenschaft Energie Textil Elektro Medienerzeugnisse (BG ETEM) genutzt werden. Dieser Nutzung muss die beschäftigte Person zustimmen.

## Gesetzlicher Hintergrund
§ 14 der Gefahrstoffverordnung verpflichtet den Arbeitgeber seit 2005, ein Verzeichnis über die gegenüber krebserzeugenden oder keimzellmutagenen Stoffen gefährdeten Beschäftigten zu führen (Dokumentationspflicht). Es muss Angaben zur Höhe und Dauer der Exposition enthalten und 40 Jahre ab Ende der Exposition aufbewahrt werden (Archivierungspflicht). Beschäftigten sind beim Ausscheiden aus dem Betrieb die sie betreffenden Auszüge aus dem Verzeichnis auszuhändigen (Aushändigungspflicht).
Ziel der Bestimmung ist, die verpflichtend zu erhebenden Expositionsdaten personenbezogen langfristig zu speichern, um auch nach Ablauf der meist langen Latenzzeiten mögliche Zusammenhänge zwischen Arbeitsplatz und aufgetretener Erkrankung zu erkennen. Diese Zusammenhänge sind von entscheidender Bedeutung für die Entschädigung von Berufskrankheiten.
Die Gefahrstoffverordnung bestimmt weiterhin, dass der Arbeitgeber die Aufbewahrungs- und Aushändigungspflicht auf den zuständigen Unfallversicherungsträger übertragen kann. Die Voraussetzungen der Übermittlungsbefugnis der Arbeitgeber an die ZED sind in § 14 Abs. 4 der Gefahrstoffverordnung genannt. 
Die ZED wird in etwa 3200 Betrieben mit insgesamt etwa 68000 Beschäftigten genutzt. Die Datenbank umfasst 184000 eingetragene Expositionen von Beschäftigten.